# جریش(غذا)
جریش یک فرآورده غذایی شبیه به بلغور است که از گندم یا جو خرد شده تهیه می شود. دانه گندم جریش برخلاف بلغور جوشانده نمی شود و تفاوت اصلی جریش و بلغور در همین است. جریش در غذاهای عربی به ویژه در شبه جزیره عربستان، عراق و شام (اردن، فلسطین و سوریه) استفاده می شود.
جریش یک غذای محبوب عربستانی است که به منطقه نجد معروف است و طرز طبخ آن از گندم سفت شکسته که در بین مردم به نام لقیمی معروف است شروع می شود و گوشت و زیره و شیر را به آن اضافه کرده داغ سرو میکنند و برخی ترجیح می دهند روی آن کره یا روغن گوسفندی بریزند. در فلسطین، به ویژه در الخلیل، این غذا را در صبح پس از عروسی می خورند.